# Émile Deschamps
Pour les articles homonymes, voir Deschamps.
Anne Louis Frédéric Deschamps de Saint Amand, dit Émile Deschamps, né le 20 février 1791 à Bourges et mort le 22 avril 1871 à Versailles, est un poète français.

## Biographie
Deschamps avait déjà composé quelques poésies et écrit, avec Latouche, deux comédies, dont l’une, Le Tour de faveur (1818), avait eu beaucoup de succès, lorsque se produisit le mouvement romantique, dont il devint l’un des premiers représentants. Il fonda en 1824, avec Victor Hugo, la Muse française, à laquelle collaborèrent Vigny, Nodier, etc. Il y inséra ses meilleurs morceaux de poésie et des articles de critique publiés sous le pseudonyme du Jeune moraliste.
À part quelques livrets d’opéras et celui de la symphonie dramatique Roméo et Juliette de Berlioz, Émile Deschamps, poète élégant et gracieux, n’a guère écrit que des pièces isolées, des vers de circonstance, des nouvelles, des esquisses figurant dans une foule de journaux et recueils littéraires. Ses œuvres sont précieuses pour l’étude des mœurs et de l’histoire littéraire. Il avait publié en 1844 une traduction en vers de deux tragédies de Shakespeare : Macbeth et Roméo et Juliette.
Il fait partie des 99 poètes qui ont contribué au Parnasse contemporain : le premier recueil (1866) comprend huit poèmes de lui, le second (1871), trois.
Il fut plusieurs fois candidat à l'Académie française.
Sa tombe se trouve au cimetière Notre-Dame de Versailles. Elle porte comme seule inscription : « Ci-gît un poète. »
Il était le frère d’Antony Deschamps.

## Œuvres
- Œuvres complètes, 6 vol. in-18 (2 vol. de prose, 2 vol. de poésie, 2 vol. de théâtre), Lemerre éditeur, 1872-1874. Texte disponible sur wikisource.
- Roméo et Juliette, livret de la symphonie dramatique d’Hector Berlioz, 1839. Texte disponible sur wikisource.

### Source
- Gustave Vapereau, Dictionnaire universel des littératures, Paris, Hachette, 1876, p. 613.